# Anthostella stephensoni
Anthostella stephensoni is een zeeanemonensoort uit de familie Actiniidae.
Anthostella stephensoni is voor het eerst wetenschappelijk beschreven door Carlgren in 1938.